# 33974 Alexmeyer
33974 Alexmeyer è un asteroide della fascia principale. Scoperto nel 2000, presenta un'orbita caratterizzata da un semiasse maggiore pari a 2,447178 UA e da un'eccentricità di 0,108524, inclinata di 5,390116° rispetto all'eclittica. Ha un diametro di 7,087 km e un periodo di rotazione di 4,67868 ore.